# عوض عبد النبي عوض
عوض عبد النبي (ولد في 9 أيار / مايو 1953) هو لاعب كرة سلة مصري. شارك في دورة الألعاب الأولمبية الصيفية 1972 ودورة الألعاب الأولمبية الصيفية 1976.

## روابط خارجية
- عوض عبد النبي عوض على موقع الاتحاد الدولي لكرة السلة (الإنجليزية)
- عوض عبد النبي عوض على موقع سبورتس رفرنس (الإنجليزية)
- عوض عبد النبي عوض على موقع أوليمبيديا (الإنجليزية)